# كريستيان صبا
كريستيان صبا (بالإنجليزية: Christian Saba) (29 ديسمبر 1978 بأكرا في غانا - ) هو لاعب كرة قدم غاني في مركز الدفاع، شارك في الألعاب الأولمبية الصيفية 1996. وشارك مع منتخب غانا تحت 17 سنة لكرة القدم ومنتخب غانا تحت 23 سنة لكرة القدم ومنتخب غانا لكرة القدم. أما مع النوادي، فقد لعب مع أرمينيا بيليفيلد وبايرن ميونخ الثاني وبايرن ميونخ وفاكر مونتشين ونادي هارتس أوف أوك ونادي هرتا برلين وSC München von 1906 ‏.

## وصلات خارجية
- كريستيان صبا على موقع الاتحاد الدولي (مؤرشف)  (الإنجليزية)
- كريستيان صبا على موقع قاعدة بيانات كرة القدم.إي يو (الإنجليزية)
- كريستيان صبا على موقع بيانات كرة القدم. دي إي (الألمانية)
- كريستيان صبا على موقع ناشيونال فوتبول تيمز (الإنجليزية)
- كريستيان صبا على موقع أوليمبيديا (الإنجليزية)